# Alrik

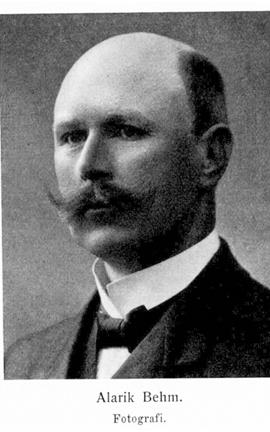

Mansnamnet Alrik eller Alarik (latin Alaricus) är ett gammalt nordiskt namn med betydelsen 'allhärskare, den som härskar över allt'. I Ynglingasagan kan man läsa om Erik och Alrik som slog ihjäl varandra med hästbetsel som vapen. Alrik förekommer i runinskrifter, t.ex. Sö 101 och Sö 106. Alrik runristare troligen signerade (signering är skadad) runsten U 654; runstenarna U 644, U 661, U 990, U 992 är attribuerade till honom.
Adalrik/Adelrik var en variant som kommer av det fornhögtyska Athelric.
Namnet fick en viss popularitet när det infördes i almanackan 1901, men har under större delen av 1900-talet varit relativt ovanligt. Under 2000-talets första år verkar det som namnet åter igen uppmärksammats och namnet har klättrat uppåt i listorna. Den 31 december 2009 fanns det totalt 1 458 personer i Sverige vid namn Alrik/Alarik, varav 217 med det som förstanamn/tilltalsnamn. År 2003 fick 20 pojkar namnet, varav 8 fick det som tilltalsnamn.
Namnsdag i Sverige: 5 augusti, (1901–1992: 19 maj), delas med Ulrik. I den finlandssvenska namnsdagslängden har Alarik namnsdag 24 maj sedan starten 1929, då en egen namnsdagskalender togs i bruk för finlandssvenskar.

## Personer med namnet Alrik eller Alarik
- Alrik Kjellgren (1883–1964), en svensk kanslitjänsteman och skådespelare
- Alarik Uggla (1860–1908), finländsk operasångare
- Alarik I  (cirka 370–410), en gotisk kung
- Alarik II (–507), den åttonde visigotiske kungen i Spanien
- Alarik Behm (1871–1944), en svensk zoolog

## Fiktiva personer med namnet Alrik eller Alarik
- Alrik och Erik – två bröder och samregerande svenska sagokungar enligt Snorre Sturlassons Ynglingasaga.
- Alrik Delling - en av huvudkaraktärerna i de tio böckerna i PAX-serien, av Åsa Larsson och Ingela Korsell.